# Ferdinand Schörner
Ferdinand Schörner (12 de junho de 1892 Munique, Baviera - 2 de julho de 1973) foi um general alemão da Wehrmacht durante a Segunda Guerra Mundial.

## Carreira
Durante a Primeira Guerra Mundial atuou com o pessoal de oficina e foi instrutor, onde se desempenhou eficientemente e ganhou a preciosa Max Azul.
Durante a época nazi, desempenhou um papel crucial no processo de transformar a Waffen-SS de uma organização paramilitar a uma equipe de assalto de elite que lutaria ao lado da Wehrmacht. Durante as campanhas alemãs contra a Polônia e os Balcãs, Schörner se destacou por sua boa atuação ao comandar o 98º Regimento de Montanha.
Ao iniciar-se a Operação Barbarrosa, Schörner comandou parte das tropas alemãs na Finlândia e liderou um desastroso intento de tomar a cidade ártica de Murmansk, neste tempo pronunciou a famosa frase: Não existe o Ártico, assegurando que o extremo frio de Escandinávia não deveria ser um problema para o soldado alemão.
Ferdinand Schörner era, com efeito, um nazista convicto, tendo dito que a guerra contra a URSS mudara o caráter do soldado alemão e que "o endureceu e fanatizou na luta contra o bolchevique (...) A campanha no leste desenvolveu o soldado político".
Desde 16 de novembro de 1943 até 31 de janeiro de 1944, comandou o XXXX Corpo Panzer na Frente Oriental. Em março de 1944 foi nomeado comandante do Grupo de Exército A e logo se tornou comandante do Grupo de Exército do Sul da Ucrânia (Südukraine). Quando os russos tomaram a península da Criméia, Schörner assegurou que os alemães poderiam resistir um tempo em Sevastopol. Como não recebeu nenhuma ajuda, logo mudou de opinião e ordenou a evacuação do porto. Esta decisão, que foi tomada tarde demais, causou aos soldados da Romênia e da Alemanha que estavam defendendo o porto grandes baixas enquanto esperavam os barcos para a evacuação.
Desde então Schörner enfrentou uma série de batalhas defensivas, com o objetivo de estabilizar a frente na Romênia. Em julho, Schörner foi nomeado comandante do Grupo de Exército Norte até janeiro de 1945, quando foi nomeado comandante do Grupo de Exército Central, com a missão de defender a Tchecoslováquia e a parte alta do rio Oder. Sem apoio, a ofensiva soviética era implacável e quando Berlim foi sitiada, Hitler o designou Comandante em Chefe do Exército em seu testamento político. Sem embargo o Terceiro Reich já estava chegando a seu fim, e o novo cargo que havia recebido era meramente nominal.
Em 8 de maio de 1945, Alemanha se rendeu incondicionalmente, naquele momento o Generalfeldmarschall Schörner se encontrava perto de Praga, e depois de que os norte-americanos não puderam assegurar-lhe nada acerca de sua integridade e a de seu exército, fugiu para a Áustria, sendo perseguido pelos aliados em 18 de maio. Seu exército seguiu lutando em Praga com a esperança de que fossem os norte-americanos e não os soviéticos que libertariam a cidade, sem ajuda, não puderam aguentar o avanço do Exército Vermelho, pelo que Schörner assegurou a rendição de seu Grupo de Exército aos norte-americanos em 12 de maio e logo se dirigiu para Tirol, para organizar a defesa de Alpenfestung, que deveria ser o último baluarte nazista na Europa.
Apesar de que Schörner não acreditava na vitória, continuou lutando como havia prometido à Hitler dias antes de que este se suicidasse. Depois de passar semanas ali e convencer-se da inutilidade de suas ações se entregou para os britânicos.
Schörner foi entregue para a União Soviética e depois de recusar o oferecimento do cargo de general na Alemanha Oriental, devido ao fato de que era um forte opositor do comunismo, foi enviado a um campo de prisioneiros de guerra, onde passou 10 anos dos 25 que lhe impuseram. Ao sair livre, em 17 de janeiro de 1955 foi para a Alemanha Ocidental. Sem apoio foi preso de novo e julgado pela execução de oficiais e um soldado, que havia dormido em serviço. Schörner, com efeito, foi um dos mais duros comandantes alemães da Segunda Guerra Mundial, tendo como lema "a força pelo medo". Além disso, deu ordens para que a uma zona de 30 quilômetros ao leste do alto Oder fosse reservada para operações militares, excluindo dela a presença de civis que fugissem do avanço soviético, dos quais reclamava por atrapalharem as atividades militares alemãs, tendo chegado a pedir ao marechal Keitel que as evacuações de refugiados cessassem. Como outro exemplo de sua crueldade, durante a batalha pela posse da região da Silésia, ordenou que qualquer soldado que se fizesse de doente ou se afastasse, fosse imediatamente morto, sem ser submetido à corte marcial. Declarado culpado, Schörner foi encarcerado na prisão de Landsberg, de onde finalmente saiu em 1963 e se estabeleceu em Munique, onde morreu em 1973. Durante toda a sua vida depois da guerra sofreu com o desprezo dos seus antigos camaradas, já que sua viagem ao Tirol foi vista como um ato de covardia por seus oficiais, que o acusaram de ter abandonado seus soldados.